# Минойска цивилизация
Минойската цивилизация (или Критско-минойската цивилизация) е егейска цивилизация от бронзовата епоха, зародила се на средиземноморския остров Крит и развивала се между 2600 и 1100 г. пр.н.е. Тя предхожда микенската цивилизация и е определяна като най-ранната от този вид в Европа, като историкът Дюрант нарича минойците „първата брънка на европейската верига“.
Преоткрита е от британския археолог Артър Еванс, който извършва археологически разкопки и проучвания в началото на XX век и нарича първоначално керамиката, а след това и цялата култура „минойска“ по името на митичния цар Минос, който според древногръцката митология властвал над Крит.
Историците я определят като матриархална поради множеството свидетелства за високия жизнен и обществен статус на жените и заради религиозния пантеон на минойците, начело на който стои върховно женско божество.
Най-значимият център на цивилизацията е град Кносос в северната част на Крит, където били издигнати величествени дворци. Други значими центрове са градовете Фестос, Малиа и Закрос. Своя най-голям разцвет Кносос достига около 1600 – 1450 г. пр. Хр., когато царете на Кносос се издигат над владетелите на Фестос, Малия, Закрос и разпростират властта си над целия остров. Те са не само царе, но и върховни жреци. Символ на властта и олицетворение на мощта им е двуострата брадва лабрис. От нея идва и името „лабиринт“ (къща на двойната брадва), с което критяните наричат двореца на владетеля. Така за пристигналите на острова по-късно обитатели лабиринт започва да означава голяма сграда с многобройни и заплетени коридори, нещо объркано. Според гръцката митология дворецът Лабиринт бил построен от изкусния архитект, атинянина Дедал, по нареждане на цар Минос, и бил обитаван от кръвожадното чудовище Минотавър с човешко тяло и глава на бик, на което принасяли човешки жертви.
Минойците разполагат със силна флота, която кръстосва морето между Крит и останалите средиземноморски селища, особено тези в Близкия Изток. Чрез търговия и изкуство минойците оказват културно влияние далеч извън Крит – върху Цикладите, Старото царство на Древен Египет, Кипър, Ханан, Леванта и Анадола. Образци от минойско изкуство са запазени на остров Санторини, разрушен от изригването на вулкана Тера.
Макар езикът на минойците, достигнал до нас чрез две различни писмености (отначало линеар А, последвана от линеар Б), да не е проучен, той се различава от по-късния гръцки език. Краят на цивилизацията настъпва около 1400 г. пр.н.е. по неясна причина, посочват се нашествия на микенците, както и вулканичното изригване на Тера.

## Наименование
Не е известно как са наричали сами себе си древните жители на Крит. Понятието „минойци“ е въведено за пръв път от Артър Еванс, който провежда първите мащабни разкопки в Крит в края на XIX – началото на XX век. Наименованието е свързано с името на митичния критски цар Минос, споменат в старогръцката митология. Някои историци не приемат това понятие и говорят само за „древни критяни“.

## Произход
Въпросът за произхода на минойците все още е спорен. Съществуват множество хипотези за произхода на най-ранната цивилизация на остров Крит. Повечето специалисти се обединяват около мнението, че древните критяни са различни от елините. Основание за него дават твърде самобитните характеристики на минойската култура, които правят нейното поставяне на етническата карта твърде трудно. Доминира хипотезата, че минойците са медитерани, т.е. принадлежат към най-старото автохтонно население на Средиземноморието. Възможно е и те да са принадлежали към коренното население на Балканския полуостров, което древните гърци са наричали с понятието „пеласги“.
Други експерти ги определят като пришълци от Мала Азия. Те се обосновават на генетични изследвания, които показват близостта на днешното население на острова с това в западната част на Мала Азия. Една по-стара хипотеза търси произхода им в Близкия изток и предполагаемо родство с ханаанците и финикийците, но откритията през последните десетилетия показват влияние и преселване по-скоро в обратна посока, като част от морската експанзия на критяните след XVII в. пр. Хр.

## Периодизация
Първият опит за периодизация на минойската култура е направен от сър Артър Еванс. За основа той използва египетската периодизация на германския историк д-р Едуард Майер, привързвайки минойската хронология към тази на Древен Египет. Еванс разделя историята на минойския Крит на три основни периода:
- ранноминойски – 2500 – 1950 г. пр.н.е. (за простота на писането съкратено EM, на английски: early minoan или на български РМ)
- средноминойски – 1950 – 1550 г. пр.н.е. (съкратено MM, на английски: middle minoan или на български СМ)
- късноминойски – 1550 – 1100 г. пр.н.е. (съкратено LM, на английски: late minoan или на български КМ)[5]

Всеки от периодите се подразделя от своя страна на три по-малки, означени с римски цифри: I, II и III (така се получава например EMI, EMII, EMIII). Възможно е и още по-голямо прецизиране – например MMIA и MMIB.
Ранноминойският период съвпада с времето на Старото царство в Египет, средноминойският – с епохата на Средното царство и късноминойският – с Новото царство. През последните десетилетия това разделение е доста оспорвано и се смята за некоректно поради различните политически, културни и икономически процеси, протичали в двата региона.
Гръцкият археолог Николаус Платон предлага друга схема, която отчита особеностите на дворцовата архитектура и се състои от четири периода:
- Преддворцов период – 3000 – 2000 г. пр.н.е.
- Период на старите дворци – 2000 – 1750 г. пр.н.е.
- Период на новите дворци – 1750 – 1450 г. пр.н.е.
- Постдворцов период – 1450 – 1150 г. пр.н.е.

| Относителна (по А. Еванс) | Дворцова (по Платон) | Абсолютна                     | Египетска хронология                         | Синхронични събития в минойския свят                                                                                             | Синхронични събития извън минойския свят                                               |
| ------------------------- | -------------------- | ----------------------------- | -------------------------------------------- | --- | -------------------------------------------------------------------------------------- |
| Краен неолит              |                      | завършва 3650/3500 пр.н.е.    | Праисторически Египет                        | | Преддинастически царе на Шумер                                                         |
| EMI                       | Преддворцов          | 3650/3500 – 3000/2900 пр.н.е. | Преддинастичен Египет – IV династия          | | Раннодинастически период на Шумер                                                      |
| EMII                      | Преддворцов          | 2900 – 2300/2150 пр.н.е.      | IV – VI династия                             | Внос на стоки от Египет. Първа връзка с египетската хронология                                                                   |                                                                                        |
| EMIII                     | Преддворцов          | 2300/2150 – 2160/2025 пр.н.е. | VI династия (край) – XI династия (нач.)      | | Саргон Велики владетел на Акадското царство. Първи клинописни текстове на акадски език |
| MMIA                      | Преддворцов          | 2160/1979 – XX в. пр.н.е.     | IX династия – XII династия (нач.)            | Построен е дворецът в Кносос Критско Йероглифно писмо                                                                            |                                                                                        |
| MMIB                      | Старите дворци       | XIX в. пр.н.е.                | IX династия – XII династия (нач.)            | Построен е дворецът във Фестос Критско Линейно писмо А                                                                           |                                                                                        |
| MMIIA                     | Старите дворци       | XIX в. – 1700/1650 пр.н.е.    | XII династия – XIII династия (нач.)          | | Закони на Хамурапи във Вавилон. Хиксоското господство в Египет                         |
| MMIIB                     | Новите дворци        | XIX в. – 1700/1650 пр.н.е.    | XII династия – XIII династия (нач.)          | Разрушително земетресение във Фестос                                                                                             |                                                                                        |
| MMIIIA                    | Новите дворци        | 1700/1650 – 1640/1630 пр.н.е. | XIII династия (край) – XVIII династия (нач.) | |                                                                                        |
| MMIIIB                    | Новите дворци        | 1640/1630 – 1600 пр.н.е.      | XIII династия (край) – XVIII династия (нач.) | Разрушително земетресение в Кносос                                                                                               |                                                                                        |
| LMIA                      | Новите дворци        | 1600/1580 – 1480 пр.н.е.      | XVIII династия – XIX династия                | Изригването на вулкана Тера Разцвет на ахейските дворцови центрове Микена, Пилос и Тиринт Повторен строеж на дворецът във Фестос |                                                                                        |
| LMIB                      | Постдворцов          | 1480 – 1425 пр.н.е.           | XVIII династия – XIX династия                | Мащабни разрушения във всички дворцови комплекси Начало на микенското господство                                                 |                                                                                        |
| LMII                      | Постдворцов          | 1425 – 1390 пр.н.е.           | XVIII династия – XIX династия                | Критско Линейно писмо Б |                                                                                        |
| LMIIIA                    | Постдворцов          | 1390 – 1340/1330 пр.н.е.      | XVIII династия – XIX династия                | Разрушен е дворецът в Кносос | Писмата от Амарна при Аменхотеп IV                                                     |
| LMIIIB                    | Постдворцов          | 1340/1330 – 1190 пр.н.е.      | XVIII династия – XIX династия                | Троянската война | Улубурунското корабокрушение                                                           |
| LMIIIC                    | Постдворцов          | 1190 – 1070 пр.н.е.           | XX династия                                  | Поява на не-микенска керамика в Кносос Начало на гръцките тъмни векове                                                           |                                                                                        |
| Субминойски               |                      | 1070 – 1015 пр.н.е.           | XXI династия                                 | |                                                                                        |

Изригването на Санторини е по време на зрелия период LM IA. Усилията да се установи точната дата на изригването водят до противоречиви резултати. Радиовъглеродното датиране посочва дата от края на XVII век пр.н.е., което влиза в противоречие с установеното от археолозите съответствие на дата 1525 – 1500 пр.н.е. според конвенционалната египетска хронология. Изригването се сочи за катастрофално природно явление, довело да унищожаване на тази култура.

## История

### Зараждане
Според данните от археологическите разкопки първите жители на Крит се заселват на острова около 7000 г. пр. Хр. Занимавали са се със земеделие и животновъдство, най-вече отглеждане на зърнени култури, маслини, едър рогат добитък, свине, кози и овце, както и с риболов и ловуване на дивеч. Организацията на селскостопанската дейност поражда нуждата от обединение на отделните родове и до появата на първите селища. Важна роля в промените играе появата на грънчарското колело, благодарение на което се създават изкусни съдове от глина. Това води до нарастване на ролята на занаятчийството и до появата на самобитната критска керамика. Постепенно с развитието на дърводелството, грънчарството, предачеството и тъкачеството, селищата се развиват в по-големи населени места от градски тип. Жилищата на това население представляват правоъгълни къщи с една голяма стая и няколко по-малки, разположени около нея.

### Развитие на градовете
Около 3000 г. пр. Хр. селищата постепенно се разрастват и започват да се превръщат в центрове, които се натоварват с административни функции. Натрупването на излишъци в реколтата и производството води до съсредоточаване на властта в управляващите родове, които формират родовата аристокрация. Това води до разпадане на първобитния родово-общинен строй. Съществена роля в промените играе навлизането на нови технологии в металообработването. Вероятно през 2800 – 2700 г. пр.н.е. Крит навлиза в Бронзовата епоха. Артър Еванс е смятал, че технологията идва от Древен Египет, но новите проучвания опровергават тази хипотеза. Най-вероятно тя навлиза от Мала Азия през Родос.
След 2000 г. пр. Хр. в критското общество настъпват сериозни икономически и обществени промени. По-големите селища увеличават богатството и влиянието си и се превръщат в централизирани градове – държави. Оформят се четири големи градски центъра – Кносос, Фестос, Малия и Закрос, които доминират над останалите. Животът и дейността в тях е организирана около дворци. Това е белег за дълбока социална диференциация. Аристокрацията увеличава имущественото си състояние и правомощия, докато обикновеното население обеднява и изпада в зависимост. Това ясно личи в разкоша на дворците и богатите погребални дарове от една страна, и доста простите домове на селяните и твърде скромните им погребения от друга.

#### Взаимоотношения между градовете
Една от загадките на минойските градове е свързана с отношенията им един към друг. Сходствата в издигането и живота на градските центрове показват, че те са тясно свързани и представляват отделни държави с централизирана власт, ръководени от родствени династии. Най-интересният феномен е отсъствието на крепостни стени и фортификационни съоръжения. Изглежда борбите между тях са или много редки или въобще отсъстват. Вероятно те са поддържали по-скоро съюзни отношения, изразяващи се в защитата на острова от външни врагове. Липсата на отбранителни съоръжения се обяснява с наличието на силния флот, с който минойците постепенно наложили властта си в региона.

### Разцвет

#### Обществени промени
Около 1750 г. пр.н.е. старите дворци са разрушени. Причината все още е неясна. Възможността за евентуален военен конфликт между градовете или чуждо нашествие се отхвърля от повечето специалисти, тъй като липсват характерните за всяка война следи от пожари и разграбване. Предполага се, че разрушенията са следствие от силно земетресение. Това обаче не угасило жизнеността на минойската цивилизация, защото много скоро след този катаклизъм, дворците и обществените здания са построени на ново. В много отношения те запазват архитектурните планове на сринатите постройки. И все пак в тях са внесени и някои нововъведения. Те се отличават със значително по-мащабни размери и са по-функционални от предишните.
Периодът 1750 – 1450 г. пр.н.е. е времето на най-бляскавия разцвет на минойската цивилизация. В критското общество настъпват значителни промени със социален характер. Значително нараства ролята на морската търговия. Знае се, че още преди това Крит поддържа активни търговски отношения с близките егейски острови и особено с Цикладския архипелаг. Доказателство за това са намерените обсидианови изделия в Крит, чиито произход е от Цикладите. Минойците търгуват и контактуват и с цивилизациите в Египет и Близкия изток, които оказват съществено влияние върху критската култура.
С развитието на морската търговия започва да се появява една значителна прослойка от свързани с морето богати търговци и занаятчии. С откриването на нови външни пазари и увеличаването на финансовите постъпления този нов елит става все по-значим и влиятелен за сметка на старата поземлена родова аристокрация, свързана преди всичко със селското стопанство. Старият елит постепенно запада, а забогатялата от морската търговия клика се превръща в ядрото на новата робовладелска аристокрация.

#### Господство на Кносос
Разцветът на минойската култура след XVIII в. пр. Хр. е свързан с ясно изразената доминация на Кносос. Царете на този град обединяват под властта си целия остров. В древногръцката митология актът на обединение се приписва на Минос и е осъществен по мирен път.
Все още не е ясно дали в този период минойският Крит съществува като държава или съюз на отделни държави. Водещата позиция на Кносос говори в подкрепа по-скоро на първото. Градът се увеличава значително. Смята се, че през XV в. пр.н.е. населението му надхвърля 50 000 жители. Успехът на Кносос личи най-ясно в мащабността и пищността на царския дворец, известен от старогръцката митология с названието „Лабиринт“.
Обединението на Крит води до засилване на военната и икономическа мощ на страната. В края на XVI в. пр.н.е. минойците установяват господството си над съседните Цикладски острови и разпростират своята мрежа от търговски пътища из цялото средно и източно Средиземноморие. Основна предпоставка за завоевателните стремежи на критяните е силният флот.

#### Минойският флот
Предполага се, че около 2000 г. пр.н.е. жителите на остров Крит усвоили навигацията и започнали да водят активна търговия по море. В периода XVII – XV в. пр. Хр. Крит се превърнал във водеща морска сила. Древните гърци използвали за минойската държава названието „таласократия“. Основна движеща сила на критската доминация в Средиземно море бил мощният флот.
Минойските кораби се отличавали с по-малкото си тегло, което ги прави по-бързи и маневрени. Корабите са задвижвани с гребла и платна, имат сърповиден корпус, с високи кърма и нос. Газенето било плитко, така че корабите можели да се изтеглят на брега без особени усилия. Дължината на един товарен минойски съд обикновено била около 12 метра, но имало и много по-големи кораби, за които били нужни повече от 30 гребци. С тези леки и бързи кораби минойците господствали над Средиземноморието. Доказателство за върховенството на тази технология бил фактът, че такива съдове били използвани в Егейско море чак до средата на XX век.

#### Минойската морска империя
През XVI в. пр.н.е. минойските царе поставят началото на мощна и динамична морска експанзия. Благодарение на силния си флот те установяват властта си над цяло Егейско море. Минойски фактории и колонии се създават в Мала Азия, Леванта и южна Италия. Критски военни отреди извършват нападения над много части на Средиземноморието – в Мегара, Сирия, Мала Азия, както и в Сицилия, където морската инвазия е увековечена в мита за Минос, Дедал и цар Кокал.
В края на столетието Крит е най-могъщата морска сила в Средиземноморието. Под властта на Крит са се намирали и големи части от континентална Гърция. В Атина споменът за минойското завоевание е останал в легендата за Тезей и Ариадна, където се разказва, че цар Минос събирал ужасяващ данък от атиняните – 7 младежи и 7 девойки, които били отвеждани в двореца Лабиринт и изяждани от чудовището Минотавър.
Първоначално минойската експанзия е ориентирана преди всичко в посока изток. Това е разбираемо, тъй като там се намират най-развитите и богати цивилизации, както и търговските пътища към Далечния изток. Постепенно в средата на XVI в. пр.н.е., макар че не изоставят своите колонии и фактории, минойците стават по-активни на запад. Обяснението за това са бурните демографски промени в етническата и политическата карта на Близкия изток – нашествията на хетите, завладяването на Египет от хиксосите и др., които принуждават критяните да потърсят нови пазари и сфери на влияние.

### Упадък
Археологическите проучвания разкриват масови разрушения на дворци и сгради около 1450 г. пр. Хр. Смята се, че основна причина за този катаклизъм е изригването на вулкана Тера на близкия остров Санторини, което е съпроводено с мощни земни трусове и вероятно опустошителни вълни цунами, нанесли тежки поражения върху северното крайбрежие на Крит. Открити са и следи от пожари. Причините за тях все още не са напълно изяснени. Някои историци предполагат, че става въпрос за пожари, възникнали вследствие на природното бедствие, а според други градовете са опожарени от нашественици. Новите изследвания показват, че вероятно и двете теории са верни, тъй като скоро след бедствието островът е завладян от ахейските гърци, като водеща роля в завоеванието са имали микенците.
Периодът XVI – XV в. пр. Хр. освен с могъществото на Кносос е белязан и от появата на друга морска сила – ахейските държави от континентална Гърция, сред които изпъква Микена. Осланяйки се на непристъпните си крепостни стени и впускайки се в морската търговия, микенците бързо се превърнали в силен конкурент на минойски Крит. До 1450 г. пр. Хр. минойците все още доминират в Егейско море и поддържат властта си над крайбрежието със силния си флот. Изригването на Тера и последвалите го природни катастрофи нанасят тежък удар върху минойските градове и флот. Трудностите във възстановяването са умело използвани от микенците, които разграбват разрушените градове и скоро покоряват целия остров. Микенската инвазия слага край на минойската цивилизация, която никога повече не се съвзема от нанесения удар. Скоро градовете са изградени наново, но като микенски крепости. Вероятно нашествието се води от Микена, но в него дейно участват и много от останалите континентални ахейски държави, като Атина. Спомен за това е останал в мита за Тезей, който убива Минотавъра и слага край на тежкия данък, наложен от Минос на атиняните.

## Общество
Общественото устройство на минойската цивилизация е будело интереса на историци, археолози и социолози още от края на XIX век. Повечето специалисти са разединени в мненията си дали обществото е било матриархално или по-скоро егалитарно, в което е имала относителна полова равнопоставеност. Като матриархално е определено още от откривателя си Артър Еванс, който се аргументира с всевластнста роля на върховното женско божество на минойците. Антропологът Робърт Грейвс определя минойски Крит за едно от значимите общества, които в късната Бронзова епоха все още са запазили матриархалната си уредба, която в културите на Северна Африка вече е заменена с патриархална. В началото на ХХ век някои антрополози свързват нашествието на микенските гърци от континента с културно-обществен поврат, при който минойският матриархат е заменен с микенски патриархат, но както Грейвз, така и повечето специалисти са скептични към този сценарий, тъй като няма доказателства за такава промяна. Освен това в микенската култура също се откриват някои егалитарни елементи и структури, изображения на жени - воини с копия, щитове и управляващи колесници, които правят знанията ни за обществото на Древна Микена несигурни.

## Религия и обичаи
Минойската религиозна система се определя като политеистична. Водеща роля в теологичните им представи има женското начало, олицетворявано от Великата Богиня – Майка, която е върховно божество в минойския пантеон. Тя е антропоморфно божество и има паралели със същата богиня при траките, както и с ранните култове в източното Средиземноморие. Минойците я изобразяват на статуетки, печати и фрески като стройна жена с изящно облекло в стила на критската аристокрация. Богинята – Майка е трансфункционална и под нейно покровителство се намира почти всичко в живата и неживата природа. Тя е богиня на плодородието, на вечното възраждане и репродуктивност, властва над природните стихии, повелителка е на дивите животни, растителното царство, направлява реките и потоците. Освен това тя властва и над отвъдния свят. Последната функция е засвидетелствана в прочутата статуетка на „Богинята със змиите“, където Богинята Майка държи по една змия в двете си ръце – символ на връзката на видимия свят с подземния. В други изображения тя се появява като „богинята с гълъбите“ – олицетворение на нейната всеобхватна сила като божество на видимия свят и природата. Минойците изразяват почитта си към нея както в дворците и олтарите, така и на свещени естествени места – пещери, гори, планини, реки и др.
Освен нея съществува и божество, символизиращо мъжкото начало, чието название остава неясно. То има своеобразен смесен антропоморфен и зооморфен произход, защото често е представяно като бик или човек с глава на бик. Това е познатият от древногръцката митология минотавър, който обаче в древната минойска религия има съвсем различни функции и предназначение. Негови символи са бичите рога и двойната брадва (лабрис). Това е хтоничен бог, който поражда земетресенията, а гневът му се изразява чрез бурните морски вълни и бури. В чест на това божество минойците организират религиозна церемония, в която опитни и гъвкави атлети прескачат бик или опитват се да се задържат за рогата му. В началото на XX век някои учени погрешно предполагат, че става дума за фестивален празник, подобен на днешната испанска корида. Всъщност това е религиозна церемония в чест на бикоподобния бог. Маската на бик също има ритуални функции и е много често срещан мотив в минойското изкуство.

## Архитектура
Минойската цивилизация се намира в постоянни контакти с цивилизациите от Близкия изток и Египет и заимства много от техните строителни постижения, но все пак се отличава с характерен стил в архитектурата. Въпреки че някои дворци, като този в Кносос, са с огромни размери, при минойците като цяло липсват гигантските впечатляващи постройки на източните цивилизации. Те залагат преди всичко на детайлите и красотата на сградите.
Още около 3000 г. пр. Хр. градовете са организирани около дворци, седалище на царската власт. Истинският разцвет обаче настъпва едва след 2000 г. пр. Хр., в т.нар. „период на старите дворци“, когато те се издигат като наистина впечатляващи здания над околния пейзаж. Минимум три от дворците са построени за кратко време един след друг – в Кносос, Фестос и Малия (Маля). Те обаче са разрушени едновременно през около 1700 г. пр.н.е. и по останките личи, че това е станало заради силно земетресение.
Дворецът в Кносос (Дворецът на Минос) има впечатляващи размери (около 24 000 m²) и е не просто сграда, а цял градски комплекс. В него се помещава както царската резиденция, така и огромен брой складове и работилници. Всъщност по-голямата част от произведенията на изкуството на минойците (ако не и всички) се произвеждат и създават именно в дворцовите работилници. Тук се прави изкусната керамика, а стените на дворцовото здание са украсени с многоцветни фрески. Отделните помещения не са големи, а таваните им са ниски. Затова дворецът не изглежда много висок, въпреки няколкото си етажа. Всички колони са дървени, стесняващи се надолу и завършващи с широк, подобен на възглавница капител. Често разпространени са изображенията на двуострата секира „лабрис“ – символ на царската власт. Именно от нейното название произхожда името на двореца – Лабиринт.
Пространството е организирано около широк централен двор. От западната страна се намират официалните зали, а срещу тях, в източната част – царските покои. Занаятчийските работилници се помещават в северната част на двореца. Всички помещения са свързани с многобройни коридори. Те изглеждали така заплетени на дошлите по-късно гърци, че думата „лабиринт“ станала синоним на много объркано място.

## Култура

### Писменост

#### Йероглифна – MMI – MMIII
Най-старата известна писменост на остров Крит е йероглифна с корпус от 97 отделни знака, открити върху 360 обекта, повечето печати и архивни текстове. Датирани са към MM I – MM III. От корпусът текстове е съставен речник с 576 различими думи. Писмеността не е дешифрирана и представя език от неизвестна група. Много историци и лингвисти са се опитвали да правят паралели между критските йероглифи и други писмени системи на древността, на първо място шумерския клинопис и египетската писменост, но реални съответствия липсват. Наборът от символи предполага по-скоро сричкова писменост, бидейки твърде ограничен за логографска и твърде голям за азбучна система.
Находки с надписи на критски йероглифи са открити в околностите на Кносос, Малия и остров Самотраки. Доколкото предназначението на Фестоския диск е спорно и неясно, във Фестос, третият значим минойски дворцов център, няма находки с текстове на критско йероглифно писмо.

#### Критско Линейно писмо А (Линеар А) – MMIb – LMIIIa
Датирана към MMIb – LMIIIa, писмеността не е дешифрирана и представя език от неизвестна група. Предполага се, че развива по-ранната критска йероглифна писменост, тъй като двете системи съществуват успоредно за период от един век.
Първите артефакти с надписи на критско Линейно писмо А открива сър Артър Еванс в дворцовия комплекс на Кносос. Впоследствие подобни надписи са открити в повечето археологически обекти на острова, най-много в двореца при Агиа Триада – 147 таблички, Закрос – 31 таблички и Кания – 94 таблички. Наличният корпус от надписи съставлява общо 1427 находки със 7362 до 7396 самостоятелни знака. Извън Крит находки на Линейно писмо А са открити на егейските острови Кеа, Китира, Тера, Милос, Самотраки, в Лакония – в ахейските градове Микена и Тиринт, поселището в Агиос Стефанос, в археологически обекти от Анатолия и Леванта, на територията на днешните Турция и Израел.

#### Критско Линейно писмо Б (Линеар Б) – LMII – LMIIIb1, LHIIIb2
Датирана към LMII – LMIIIb1, LHIIIb2, писмеността е успешно дешифрирана от британския архитект Майкъл Вентрис през 1952 г. Анализът на Вентрис показва, че езикът, който представя Линеар Б е гръцки, макар и доста архаичен. Най-вероятно континенталните гърци са разработили Линеар Б на базата на минойската писменост. Опитът да се дешифрира Линеар А на базата на него обаче са неуспешни. Това показва, че езикът на минойците явно е бил твърде различен от този на ахейците.
Представлява първи сричков запис на микенски-гръцки, предхождащ гръцкото азбучно писмо с няколко века. Предполага се, че Линейно писмо Б е разработено в дворцовите комплекси на Пилос и Микена. По време на микенската доминация над минойските дворцови центрове, Линейно писмо Б измества традиционното критско Линейно писмо А.
Линейно писмо Б се състои от 87 сричкови знака и над 100 идеографски знака без фонетична стойност, представящи конкретни обекти или блага. Всички разчетени текстове носят счетоводни записи, вероятно водени от писарска каста в големите дворцови центрове. След разрушаването им, през гръцките тъмни векове Линейно писмо Б е забравено до появата на гръцкото азбучно писмо.

### Керамика
Най-силно впечатление при минойската керамика прави огромното разнообразие от форми на изработените съдове.
Най-ранната критска керамика е доста проста и не изглежда особено впечатляващо. Тя се характеризира преди всичко с тъмни цветове и линейни мотиви, но липсва каквото и да е движение в изображенията.
След 2000 г. пр. Хр. художествените мотиви търпят динамично развитие и е налице сериозен напредък в областта на вазописта. Особено забележителна в това отношение е типичната за този период керамика в стил Камарес, кръстена на едноименната пещера на острова. При нея изображенията и мотивите следват тясно формата на съда и създават усещането за реалистичност и живост. Изображенията се усложняват и се изпълват с разноцветни багри и мотиви. Декорацията е много по-свободна – със светли шарки върху тъмен фон. Водещ мотив при минойските творци е преклонението пред природата и нейните разнообразни форми и богатство от цветове. Върху съдовете често се рисуват растения, цветя, риби, спиралните извивки на раковините и мидите, морските вълни и т.н. Забележително е, че пищните декорации присъстват и върху някои по – тежки и груби съдове, нещо много рядко срещано и трудно постижимо. Най-характерната черта на минойската керамика от т.нар. средноминойски период е динамичността на изображенията. Всичко се намира в постоянно движение и представя едни много живи образи.
След разрушаването на старите дворци, в последните два века на минойската цивилизация, когато критяните стават господари на цялото Средиземноморие, керамиката търпи лек упадък. Въпреки това много от тенденциите се запазват, а кръгът на използваните елементи се разширява. Преобладават тъмните изображения, нанесени върху светъл фон.

### Фрески
Минойците създават едни от най-забележителните и изкусно изрисувани фрески в цялото източно Средиземноморие. Появата на този тип изкуство най-вероятно е свързана с възхода на строителството на дворци след XVII в. пр. Хр., когато се появява нуждата от рисуване на изображения по стените. Отличителното при минойските фрески е тяхната неповторима живост и игра на цветове. Художниците се стремят да представят максимално реалистично заобикалящия ги свят и пресъздават в тях ежедневни сцени от живота на аристокрацията или религиозни и празнични церемонии. С особено майсторство се отличава прочутата „Синя фреска“, на която са представени дами, вероятно от благородническия елит, които разговарят помежду си, кокетничат или небрежно докосват косите си. На други фрески са изобразени атлети, прескачащи бик, част от религиозна церемония и млади мъже с облекло типично за аристокрацията. В друг известен фрагмент от фреска се вижда изисканата линия на профила на млада жена. Заради нейните чар и закачливост, чрез които е представена, археолозите ѝ дават името „Парижанката“. Стените на дворците са изрисувани с изображения на танцуващи момичета и на риби и делфини на уникален небесносин фон.
Минойският творец представя света във всичките му детайли и се стреми да не оставя нищо скрито или загадъчно. Образите са напълно реалистични и в тях липсва гротеската или умишленото разкривяване. Фреските са изпълнени с динамичност и постоянно движение. Статичността се избягва. Това отразява до голяма степен мирогледа на минойците и техните стремежи – една отворена към света цивилизация, в постоянна връзка с останалия свят.

## Минойците в старогръцката митология
Първите подробни описания за историята и обичаите на минойците идват от древногръцката митология и съчиненията на античните историци. Между тях обаче стои огромна хронологична пропаст – гръцката писменост и културата на полисна Гърция се появяват около 7 века след унищожението на Минойската цивилизация. Спомените за древните критяни и тяхното могъщество остават за дълго в устната традиция и творчеството на скитащите поети – аеди, докато през VIII в. пр. Хр. модифицирането на финикийската писменост и създаването на гръцката азбука позволява да бъдат записани. Античните историци не изпитват съмнения в истинността на митовете и ги предават като исторически достоверни в своите произведения.

### Титаномахията
Минойският Крит играе важна роля в осмислянето на света за древните гърци. Според легендите Крит е родното място на върховния бог на елините Зевс. Някои културни антрополози свързват тази локализация с ранната поява и развитие на минойската цивилизация и огромното културно и политическо влияние, което е упражнявала върху народите и държавите от континентална Гърция и басейна на Егейско море.
Зевс е син на титаните Кронос и Рея. Кронос, който преди това свалил баща си Уран от трона и го убил, се опасявал, че и него може да го сполети същата участ и затова погълнал пет от децата си. Оцеляло само шестото му дете – Зевс, който бил роден тайно от Рея на остров Крит. След раждането Рея дала на Кронос да погълне увит в пелени камък с уверението, че това е синът им. Зевс отраснал в планините на остров Крит под грижите на нимфите Адрастея и Идея и вълшебната коза Амалтея, която кърмила младия бог. Когато пораснал Зевс се опълчил на баща си и заедно с останалите олимпийски богове започнали битка срещу титаните, един от които бил и Кронос, известна като титаномахия. В хода на войната Зевс успял да привлече на своя страна някои от титаните, сред които и мъдрият Прометей. Олимпийците сразили титаните, поделили си света и установили „олимпийско спокойствие“. Така грубата сила се подчинила на познанието и мъдростта.

### Отвличането на Европа
Появата на първата минойска династия е свързано с дъщерята на финикийския цар Агенор – Европа. Според легендата Зевс бил очарован от красотата на Европа и за да не я изплаши се преобразил на голям снежнобял бик със златни рога. В този вид той се доближил до нея, приседнал в краката ѝ и докато тя се дивяла на красивото животно, то скочило мигом на крака и я понесло на гърба си. Така Зевс отвлякъл царската дъщеря на остров Крит. Когато ѝ се явил в истинския си образ тя се влюбила в него и останала на острова. От бога на небето Европа родила трима синове – Минос, Сарпедонт и Радамант. По-късно Европа се оженила за бездетния критски цар Астерий, който заедно с нея поел грижата за децата.

### Минос
След смъртта на Астерий властта била поета от Минос, който прогонил братята си и станал едноличен господар на острова. Митовете описват Минос като могъщ владетел, който наложил властта си над целия свят. Той построил могъща флота с която господствал над моретата, издигнал величествени дворци и създал мъдри закони.
Минос се оженил за дъщерята на бога на Слънцето Хелиос – красивата Пасифая, от която му се родили син Андрогей и две дъщери – Ариадна и Федра. Критският владетел живеел щастливо, но бил много алчен. Когато бог Посейдон изпратил на Минос един красив бял бик, който да принесе в жертва, на царя му досвидяло и отказал. Ядосаният Посейдон решил да накаже Минос и помолил Афродита да разпали у Пасифая любов към бика. От тази връзка се родил Минотавърът – получовек – полубик, когото ужасеният Минос затворил в подземията на своя дворец Лабиринт. Освен това богът на морето накарал бика си да полудее и той започнал да опустошава целия остров. Минос и критяните били спасени от Херакъл, който заловил бика и го отвел в Микена.
Критският цар бил безскрупулен към покорените. На Атина той наложил много тежък данък – 7 младежи и 7 девойки от Атина всяка година били отвеждани от Минос в двореца Лабиринт, където били разкъсвани от Минотавъра.

### Дедал и Икар
Според легендите Дедал бил най-добрият майстор в Атина. Имал племенник Талос, когото обучавал. Понеже завидял на Талос заради уменията му и заради това, че можел да го надмине, Дедал го убил. За да избегне присъда, той напуснал Атина и отишъл в Крит, където бил добре приет от Минос. Великият майстор създал на Крит величествени дворци, включително знаменитият Лабиринт.
Един ден Дедал решил да напусне Крит, но Минос не му позволил, тъй като искал да продължи да се ползва от неговия талант. Дедал бил свободолюбив и решил да избяга с направени от восък криле, заедно със сина си Икар. Двамата успели да полетят с това изобретение, но увлечен от невероятното чувство на летенето се издигнал твърде високо и восъчните му криле се разтопили от слънцето. Младежът паднал и загинал във вълните на морето. Дедал успял да избяга при сицилианския цар Кокал. Когато Минос потеглил с флот към Сицилия да си върне майстора. Преди да го върне обаче Кокал поканил критския цар да се изкъпе в банята му. Там той бил убит от дъщерята на Кокал, която го засипала с вряла вода.

### Тезей, Ариадна и Минотавърът
Героят Тезей, когото митовете сочат като основател на Древна Атина и неин пръв законодател, решил да сложил край на позорния данък, наложен от Минос на атиняните. Той отплавал към Крит с надеждата да убие Минотавъра. Тезей успял да впечатли дъщерята на Минос Ариадна, която се влюбила в него и му впоследствие му помогнала да достигне до лабиринта и да се върне обратно с помощта на една нишка, която му дала. Тезей слязъл в лабиринта и след тежка битка убил Минотавъра и успял да напусне двореца с помощта на Ариадна. Смята се, че митът отразява края на минойската таласократия и изгряващото господство на Микенската цивилизация.